# حسام‌الدین حاجری
حسام‌الدین، ابویحیی عیسی حاجری (۱۱۸۶م-۱۲۳۵م) (نسب: عیسی بن سنجر بن بهرام بن جبرئیل) شاعر عراقی بود. پیشهٔ اصلی‌ او سربازی بوده‌است.